# Chèvre blanche russe
La chèvre blanche russe (rousskaïa belaïa kozla) est une race caprine à laine courte, originaire de Russie et élevée pour sa production laitière. Ses effectifs sont aujourd'hui en diminution.

## Histoire
Cette race est présente depuis des siècles en Russie européenne et elle a été améliorée au temps de l'URSS par des croisements de diverses races locales et des chèvres de Saanen et du Toggenburg importées de Suisse. On la trouve surtout dans les oblasts de Léningrad, de Nijni Novgorod, de Moscou et de Iaroslavl, mais ses effectifs aujourd'hui sont en nette diminution à cause des exigences de l'élevage industriel.

## Description
La chèvre blanche russe est caractérisée par une taille moyenne, une constitution robuste sur des pattes solides et une tête étroite, une laine grossière, plutôt courte, adaptée au climat froid de l'hiver et au climat chaud de l'été. Elle porte des cornes en forme de croissant. Elle est élevée pour son lait et aussi pour son cuir dans l'artisanat du luxe. Le mâle pèse entre 55 kg et 70 kg, la femelle, entre 40 kg et 50 kg.
C'est une race prolifique car elle donne deux agneaux et en plus peut mettre bas deux fois dans l'année. La teneur en graisse de son lait est élevée (4,2 % à 5,3 %). Sa lactation, qui dure huit mois, est de 550 kg en moyenne, parfois plus.